# Nexenhof
Der Nexenhof ist ein Gutshof in Wullersdorf in Niederösterreich. 

## Geschichte
Der zwischen den Orten Grund und Schöngrabern liegende Nexenhof war ein zur Herrschaft Immendorf gehöriger Gutsbetrieb, der im 18. Jahrhundert errichtet wurde. An dieser Stelle hatte sich schon 1115 ein Dorf namens Nessingdorf befunden, das zuletzt 1386 urkundlich erwähnt wurde. 1805 wurde der Hof in den Franzosenkriegen eingeäschert. 1835 wohnten hier im Rahmen des Gutsbetriebes zwei Familien (18 Erwachsene und fünf Kinder), und es gab vier Pferde, zwei Ochsen, drei Kühe, 1100 Schafe und drei Schweine.
Der aus mehreren Wohngebäuden und Stallungen um einen Hof angelegte Gutsbetrieb wurde nach einer Feuersbrunst im Dezember 1890 wiedererrichtet und erweitert. In der Zwischenkriegszeit galt er als landwirtschaftlicher Musterbetrieb und war Sitz der N.-Ö. Landwirtschaftlichen Spiritusbrennerei Nexenhof reg. Gen.m.b.H. Im Jahr 1974 kaufte die Gruppe Grund 100 den Nexenhof und gründete hier eine Kommune. Heute gibt es noch eine lose Wohngemeinschaft samt Freizeit- und Seminarzentrum.